# Magnus Wilhelm Nieroth
Magnus Wilhelm Nieroth, född omkring 1663, död 1740 i Reval, var en svensk friherre och militär.
Magnus Wilhelm Nieroth var son till lantrådet ryttmästare Magnus Nieroth och Anna Elisabet Taube. Han tjänstgjorde först i sex år vid Österbottens regemente varpå han gick i utländsk tjänst och blev kapten först vid överste von Rosens och senare vid greve von Rosenborgs regemente i kejserlig tjänst. Under tiden deltog han i två fälttåg mot turkarna i Ungern. År 1687 trädde han åter i svensk tjänst, och upphöjdes samma år till friherre, och tog 1689 introduktion som sådan på riddarhuset. Nieroth blev 1688 överste och chef för ett svenskt regemente i Nederländerna. Han var 1700–1710 överste för ett eget värvat livländskt regemente (Nieroths livländska infanteriregemente). I juni 1705 deltog han i det misslyckade anfall, som Cornelius Anckarstjerna genomförde mot Retusaari. Han skrev med flera andra under Revals kapitulation den 29 september 1710, och blev själv krigsfånge. Nieroth trädde därefter i rysk tjänst och stannade i Estland, 1715 blev han lantråd, och var senare vice president i justitiekollegiet i Reval.